# Nikolai Karlowitsch Medtner

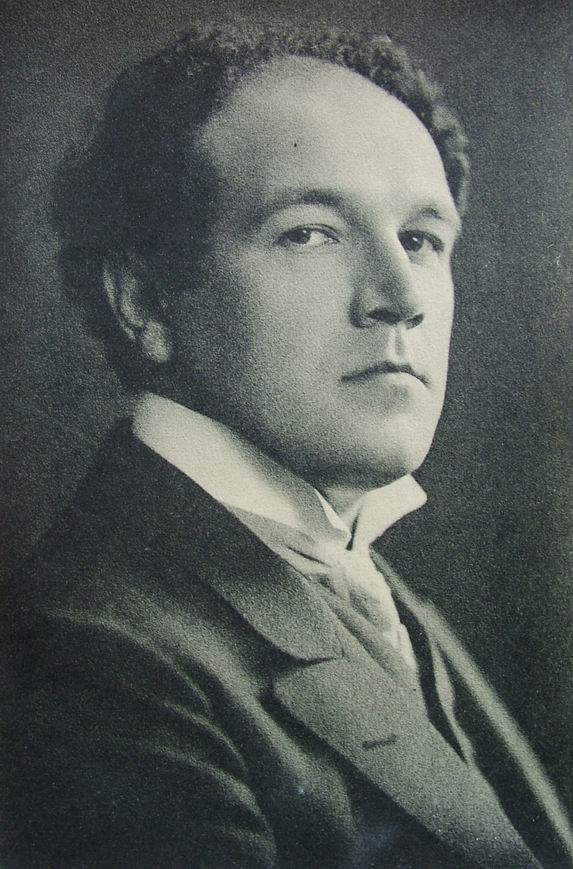
Nikolai Medtner, Postkarte, (1910)

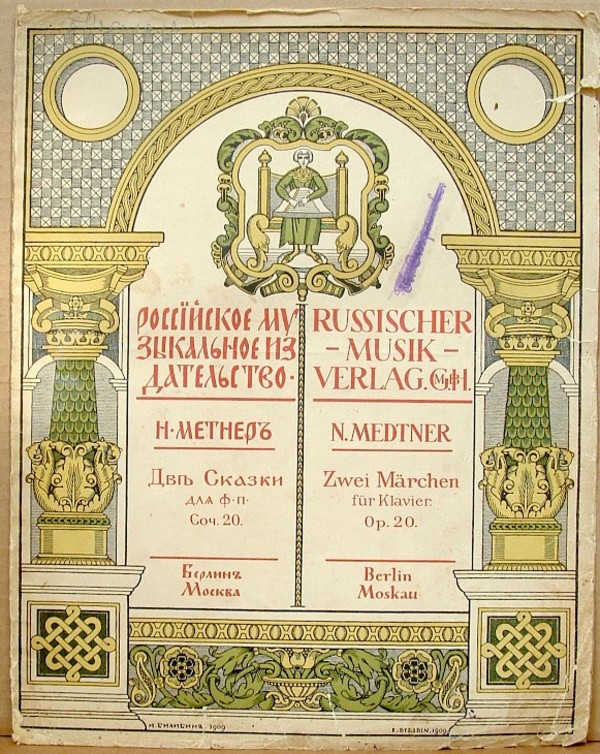
Zwei Märchen. Buchumschlag Iwan Bilibin

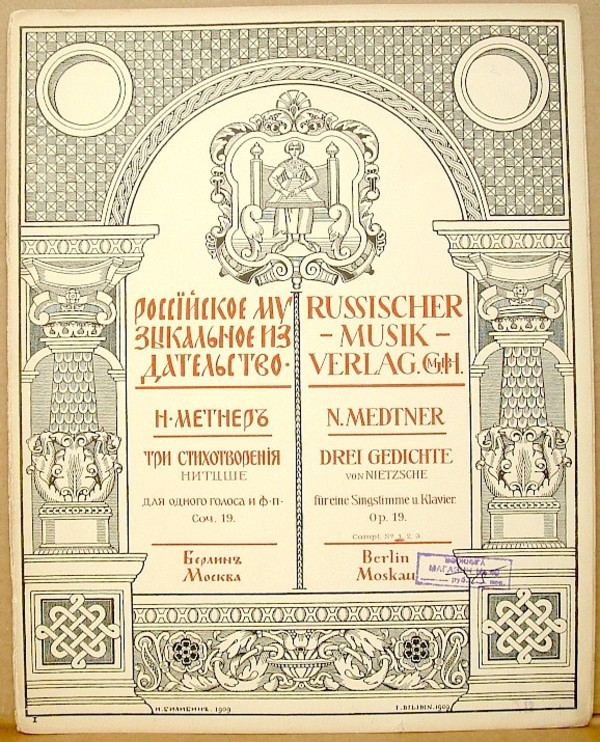
Drei Gedichte von Nietzsche

Nikolai Karlowitsch Medtner (russisch Николай Карлович Метнер; * 24. Dezember 1879jul. / 5. Januar 1880greg. in Moskau; † 13. November 1951 in London) war ein russischer Komponist und Pianist.
Er war der Cousin des russischen Komponisten Alexander Goedicke.

## Leben
Medtner, der skandinavische und deutsche Vorfahren hatte und Urenkel Friedrich Albert Gebhards war, studierte von 1892 bis 1900 am Moskauer Konservatorium und war dort Klavierschüler bei Safonow und Sapelnikow. Von 1901 bis 1903 nahm er privaten Kompositionsunterricht bei Sergei Tanejew. Danach war er vorwiegend als Komponist tätig. Er trat aber auch als Pianist auf, wobei er in erster Linie eigene Werke spielte. 1909 wurde er Professor für Klavier am Moskauer Konservatorium, legte das Amt 1910 vorübergehend nieder und nahm es 1915 bis 1919 erneut auf. 1921 emigrierte Medtner, ein Gegner der Oktoberrevolution, nach Deutschland. Bis 1924 lebte er in Berlin, danach in der Nähe von Paris. Ausgedehnte Konzertreisen führten ihn unter anderem in die USA und nach England. Dabei war Großbritannien, das er 1928 erstmals besuchte, das Land, in dem er das interessierteste Publikum außerhalb seines Heimatlandes vorfand. 1935 zog er deshalb nach London. Ab 1946 wurde er von Jayachamaraja Wodeyar, dem Maharadscha von Mysore, unterstützt, der auch Schallplattenaufnahmen der Werke Medtners förderte. Diese standen allerdings unter keinem guten Stern, da sie als Schellackplatten (78 min−1) kurz vor Einführung der Langspielplatten (33⅓ min−1) herauskamen und dann unverkäuflich wurden. Ab 1948 war Medtner zudem nicht mehr zu Aufnahmen fähig, da er einen schweren Herzinfarkt erlitten hatte.
Medtners Brüder waren der Publizist Emili Medtner und der Komponist Alexander Medtner.

## Stil
In Medtners Werkverzeichnis beansprucht das Schaffen für Klavier den gewichtigsten Teil. Seine Kompositionen sind inspiriert von deutscher und russischer Tradition, halten sich aber an den romantischen Stil, auch gegen den damals herrschenden Zeitgeist. Medtner wuchs in einem Umfeld bedingungsloser Verehrung der deutschen Musikgeschichte auf, wobei der Vorbildcharakter deutscher Komponisten nur tendenziell erkennbar ist. Die geistige Verwandtschaft zu Rachmaninow, mit dem er eng befreundet war, ist nicht zu überhören. Rachmaninow und Medtner hielten jeder den anderen für den bedeutendsten Komponisten der Zeit. Beide hielten stark an der Tonalität fest und lehnten die damalige Avantgarde (Schönberg, Strawinsky) ab. Technisch gesehen sind beider Werke ähnlich schwierig.
Medtner fand sehr früh seinen eigenen Stil, aber er war kein Wegbereiter. Schon mit seiner ersten Sonate zeigt er unverkennbar eine eigene Tonsprache. Im Spätwerk nimmt dann die kontrapunktische Komplexität beträchtlich zu, dabei verändert sich die harmonische Sprache und melodische Erfindung nicht grundsätzlich. Bisweilen notiert Medtner skurrile rhythmische Sätze, bleibt dabei immer instrumentalgerecht, wenn auch mitunter weniger spielpraktisch als satzlogisch. Seine 14 Klaviersonaten gelten unter vielen Liebhabern als interessantester russischer Beitrag zum Genre, noch vor denen von Skrjabin und Prokofjew. An sinfonischen Werken, Oratorien oder Opern versuchte er sich jedoch nie.
Die Presse verpasste Medtner das Etikett eines „russischen Brahms“, ein Schlagwort, das er mit Alexander Konstantinowitsch Glasunow, Paul Juon und Sergei Iwanowitsch Tanejew teilt. Diesen Beinamen erhielten sie alle, weil sie Elemente der national-russischen Schule mit westeuropäischen Einflüssen verbanden.

## Sonstiges
Am 23. November 1923 nahm er in Freiburg zehn Klavierstücke für das Reproduktionsklavier Welte-Mignon auf, davon neun eigene Werke.
Am 18. März 2003 wurde der Asteroid (9329) Nikolaimedtner nach ihm benannt.

## Werke
- Orchesterwerke
  - Klavierkonzert Nr. 1 c-Moll op. 33 (1914–18)
  - Klavierkonzert Nr. 2 c-Moll op. 50 (1926/27)
  - Klavierkonzert Nr. 3 e-Moll op. 60 Ballade (1941–43)
- Kammermusik
  - Drei Nachtgesänge für Violine und Klavier op. 16 (1907–08)
  - Violinsonate Nr. 1 h-Moll op. 21 (1909/10)
  - Violinsonate Nr. 2 G-Dur op. 44 (1923–26)
  - Canzonen und Tänze für Violine und Klavier op. 43 (1925–26)
  - Violinsonate Nr. 3 e-Moll op. 57 Sonata epica (1935–38)
  - Klavierquintett C-Dur (1904–08, 1944–48)
- Vokalmusik
  - Sonate-Vocalise C-Dur op. 41/1 (1922)
  - Suite-Vocalise f-Moll op. 41/2 (1927)
  - über 100 Lieder nach Gedichten von Goethe, Heine, Nietzsche, Eichendorff, Puschkin, Tjuttschew und Fet
- Klaviersonaten
  - Sonate f-Moll op. 5 (1902/03)
  - Sonaten-Triade op. 11: Nr. 1 As-Dur (1904–06)
  - Sonaten-Triade op. 11: Nr. 2 d-Moll Elegie (1904–06)
  - Sonaten-Triade op. 11: Nr. 3 C-Dur (1904–07)
  - Sonate g-Moll op. 22 (1909–10)
  - Sonate c-Moll op. 25/1 Märchen-Sonate (1911)
  - Sonate e-Moll op. 25/2 Nachtwind (1910–12)
  - Sonate Fis-Dur op. 27 Ballade (1912–14)
  - Sonate a-Moll op. 30 (1914)
  - Sonate a-Moll op. 38/1 Sonata reminiscenza (1918–20)
  - Sonate c-Moll op. 39/5 Sonata tragica (1918–20)
  - Sonate b-Moll op. 53/1 Sonata romantica (1929–30)
  - Sonate f-Moll op. 53/2 Sonate orageuse (1929–31)
  - Sonate G-Dur op. 56 Idylle (1935–37)
- andere Klavierwerke
  - zahlreiche Zyklen von Märchen
  - 8 Stimmungsbilder op. 1 (1901)
  - 3 Novellen op. 17 (1908/09)
  - 4 Lyrische Fragmente op. 23 (1910/11)
  - Vergessene Weisen, 3 Zyklen op. 38, 39 und 40 (1918–22)
  - Improvisation Nr. 2 fis-Moll op. 47 (1925–26)
  - etliche Einzelstücke

## CD-Einspielungen (Pianisten)
- Dmitri Alexejew
- Lucas Debargue
- Nikolai Demidenko
- Ekaterina Derzhavina
- Severin von Eckardstein
- Marc-André Hamelin
- Jürg Hanselmann
- Hamish Milne
- Tatjana Nikolajewa
- Alexander Paley
- Michael Ponti
- Konstantin Scherbakov
- Dimitri Schischkin
- Paul Stewart
- Yevgeny Sudbin
- Geoffrey Tozer
- Anna Zassimowa